# 細川利重
細川 利重（ほそかわ とししげ）は、肥後新田藩の初代藩主。

## 生涯
正保3年（1647年）12月15日、熊本藩主・細川光尚（光利）の次男として生まれる。万治3年（1660年）12月に従五位下、若狭守に叙任する。寛文2年（1662年）3月、兄の熊本藩主・綱利から5000石を与えられた。寛文6年（1666年）7月には綱利から3万5000石を加増され、熊本新田藩主として立藩した。その後は幕府の江戸勅使接待役などを務めた。
貞享4年（1687年）8月15日に死去した。享年42。跡を長男の利昌が継いだ。
江戸郊外の戸越周辺に領地と抱屋敷（下屋敷）を持っていた（現在の戸越公園）が、この屋敷内の泉水の水源として、玉川上水から屋敷まで長大な水路（戸越上水）を開削した。細川家の水路管理は数年で廃されたが、翌年、品川の民間からの請願により、民間管理の下で存続・流路延長されることとなり、品川用水として品川各地の生活・農業用水となった。

## 系譜
父母
- 細川光尚（父）
- 清光院 - 内海氏、側室（母）

正室
- 亀姫、顕寿院 - 細川興隆の娘

側室
- 高正院 - 篠山氏

子女
- 細川利昌（長男） 生母は高正院
- 細川宣紀（次男）
- 清涼院 - 細川有孝正室
- 久我惟通室

養女
- 松平直丘室 - 細川綱利の四女